# عين البراحة (الدوادمي)
عين البراحة، هي قرية من فئة (ب) تقع في محافظة الدوادمي، والتابعة لمنطقة الرياض في السعودية. وتبعد عين البراحة عن محافظة الدوادمي بمسافة تقارب (86) كم 
```
أسسها الشيخ/ مرزوق بن حمدان بن مسعد أحد مشائخ قبيلة الدلابحة من عتيبة سنة 1374 هـ ويتبع لها عدد من الأحياء المعتمده (حي المجد - حي الحويقلية ـ حي المدهشية ـ حي الخزان ) وقد كانت تعرف في وقت سابق بأمارة عين البراحة قبل صدور قرار تغيير مسمى الأمارات إلى مراكز وكان أول رئيس للمركز هو الشيخ / مرزوق بن حمدان بن مسعد من سنة (1400-1413هـ) والشيخ محمد بن مرزوق بن مسعد (1413-1433 هـ) والشيخ بدر بن مرزوق بن مسعد. سنة ( 1433 هـ ) هذا  |الاسم الرسمي = مركز عين البراحة | البلد =  السعودية |تعليق الصورة = موقع محافظة الدوادمي بالنسبة لمنطقة |تاريخ التأسيس = 1374 هـ |اسم المنطقة = منطقة الرياض |المسؤول الأعلى = أمير منطقة الرياض |اسم المسؤول = رئيس مركز عين البراحة الشيخ / بدر بن مرزوق بن مسعد أحد مشائخ قبيلة الدلابحة من عتيبة |التعداد السكاني = 1500.
```

.